# Matuanus mirabilis
Matuanus mirabilis är en insektsart som beskrevs av Desutter-grandcolas 1997. Matuanus mirabilis ingår i släktet Matuanus och familjen syrsor. Inga underarter finns listade i Catalogue of Life.